# Vér és tűsarok
A Vér és tűsarok (Blood and High Heels) Géczy Dávid 2012-ben bemutatott, angolul beszélő magyar feliratos rövid játékfilmje, mely részt vett a Cannes-i Filmfesztivál 'Short Film Corner' szekciójában. A film műfaja dramedy, azaz átmenet dráma és fekete komédia között. Letisztult, steril látványvilágába keveredik a groteszk, sötét humor. Egyik főszereplője, Kamarás Iván a producere is volt egyben.

## A történet
A film két ember, egy titkárnő és egy főnök kapcsolatáról szól. Kettejük "viszonya" elharapódzik, ugyanis a férfi soviniszta, a nő pedig feminista. Ez a kettő ütközik egymásnak, mely során az elsősorban irodai környezet letisztult, steril látványvilágába groteszk, sötét humor keveredik.
Mint több filmjét, Géczy Dávid ezt a történetét is Podmaniczky Szilárd – Szép magyar szótár című művéből az – egyik három-négy soros gondolatát adaptálva bontotta ki egy játékfilmbe.

## Szereplők
- Kamarás Iván – Ivan Milkov (főnök)
- Sonia Couling(wd) – Rose Red (titkárnő)
- Alexis Latham – következő igazgató

## Háttér
A főszereplő Kamarás Ivánt Géczy Dávid rendező előbb a nagyjátékfilm forgatókönyvével kereste meg, melyben azonnal együtt gondolkoztak, hogyan lehetne részben külföldi, részben magyar színészekkel megvalósítani, ám előtte mindenképpen szerettek volna „valamit” közösen, angol nyelven. Mivel a rendezőnek volt egy „elfekvő” forgatókönyve, amit még korábban a Magyar Televíziónak írt, de akkor azt nem tudták leforgatni, ezért átalakította azt a figurát, hogy Kamarás Iván gesztusainak és habitusának megfeleljen.
A másik főszereplő, Sonia Couling sokoldalú tehetség, hiszen is színésznő, aki modellként kezdte a pályáját – világhírű a L’Oréal arcaként – , de emellett reklámfilm producer és a Thai boksz vezető riportere. Az ő kiválasztásának fő szempontja a film – tematikáját tekintve is – minél inkább nemzetközi jellege volt, hiszen a cselekmény olyan konfliktusokról szól, olyan hatalmi harcról, ami nem helyhez, országhoz kötött. Az irodai jelenetek és a két ember közti konfliktus ugyanúgy lehetne Szingapúrban vagy Lengyelországban.
A film műfaja úgynevezett dramedy, elsősorban dráma, de egyben fekete komédia is.
A forgatás több helyszínen zajlott. Irodaházakban, a Tropicariumban, és budapesti stúdióban. A film részt vett a Cannes-i Filmfesztivál 'Short Film Corner' szekciójában, rangos francia filmfesztiválon és felkerült az American Film Market Los Angelesi listájára is.